# Centre pénitentiaire de Perpignan
Le centre pénitentiaire de Perpignan est une prison française située dans la commune de Perpignan, dans le département des Pyrénées-Orientales et en région Occitanie. Le centre pénitentiaire de Perpignan accueille 641 détenus en 2021.
L'établissement dépend du ressort de la direction interrégionale des services pénitentiaires de Toulouse. Au niveau judiciaire, l'établissement relève des tribunaux judiciaires de Perpignan et de Carcassonne et de la cour d'appel de Montpellier.

## Histoire
Le Centre pénitentiaire de Perpignan fait partie de la direction interrégionale de Toulouse. Il fut construit en 1987 sur près de 10 hectares.

## Description
L'établissement a une capacité d'accueil de 529 places, accueillant des détenus femmes et hommes, mineurs et majeurs, prévenus ou condamnés. La zone de détention est répartie  entre un quartier « Maison d'arrêt Hommes » de 132 places, un quartier « Maison d’arrêt Femmes » de 28 places, un quartier « Mineurs Hommes » de 12 places, un quartier « Centre de détention Hommes » de 333 places et un quartier « Semi-liberté Hommes » de 24 places,.
Au 1er février 2022, l'établissement accueillait 731 détenus, soit un taux d'occupation global de 138 %, répartis ainsi :
- 328 détenus dans le quartier « Centre de détention Hommes », soit un taux d'occupation de 98.5 % [4];
- 403 détenus dans les quartiers « Maison d'arrêt Femmes et Hommes », soit un taux d'occupation de 205.6 % (dont 48 détenus dans le « Maison d’arrêt Femmes », soit un taux d'occupation de 171.4 % - le taux d'occupation dans le quartier « Mineurs Hommes » est en outre de 75 %) [4];

## Constats et recommandations du Contrôleur général des lieux de privation de liberté (CGLPL) en juin 2023
Le journal officiel du 5 juillet 2023 publie les "recommandations en urgence du 6 juin 2023 relatives au centre pénitentiaire de Perpignan" faites par le Contrôleur général des lieux de privation de liberté (CGLPL). Il ressort du texte, dans la première partie, que les  conditions matérielles sont indignes, de même que l'état d'hygiène et de salubrité des locaux : la surpopulation endémique aggrave l'indignité des conditions matérielles, la maintenance est défaillante,  les moyens mis en œuvre pour éradiquer les punaises de lit sont insuffisants ; dans la seconde partie le rapport constate que. la sécurité et l'intégrité physique et psychique des personnes détenues ne sont plus assurées.